# فیدلیس
فیدلیس (پرتغالی: Fidélis; ۱۳ مارس ۱۹۴۴ – ۲۸ نوامبر ۲۰۱۲) بازیکن فوتبال اهل برزیل بود.
از باشگاه‌هایی که در آن بازی کرده‌است می‌توان به باشگاه فوتبال سان خوزه و باشگاه ورزشی واسکو دوگاما اشاره کرد.
وی همچنین در تیم ملی فوتبال برزیل بازی کرده‌است.